# Ей это нужно позарез (телесериал)
«Ей это нужно позарез» (англ. She's Gotta Have It) — американский телесериал Спайка Ли, основанный на его одноимённом фильме 1986 года. В сентябре 2016 года Netflix заказал десять 30-минутных эпизодов; режиссёром всех эпизодов выступил Ли. Премьера шоу состоялась 23 ноября 2017 года.
1 января 2018 года сериал был продлён на второй сезон.
18 июля 2019 года Netflix закрыл телесериал после двух сезонов.

## В ролях

### Основной состав
- Деванда Уайз — Нола Дарлинг
- Энтони Рамос — Марс Блэкмур
- Лайрик Бент — Джейми Оверстрит
- Клео Энтони — Григ Чайлдс

### Второстепенный состав
- Марго Бингем — Клоринда Брэдфорд
- Ильфенеш Хадера — Опал Гилстрап
- Ким Дайректор — Вики Стрит
- Сидни Мортон — Шерил Оверстрит
- Чина Лэйн — Шемека
- Элис Хадсон — Рэйчел
- Де’Адре Азиза — Ракелетта Мосс
- Элвис Ноласко — Папо
- Хизер Хидли — доктор Джеймисон
- Fat Joe — Винни Вин

## Эпизоды
| Сезон | Серии | Серии | Даты показа    | Даты показа    |
| ----- | ----- | ----- | -------------- | -------------- |
| 1     | 10    | 10    | 23 ноября 2017 | 23 ноября 2017 |
| 2     | 9     | 9     | 24 мая 2019    | 24 мая 2019    |

## Музыка
В сериале должна была использоваться песня «Black Girl Magic» Крисетт Мишель, однако Ли исключил её из саундтрека после того, как она прозвучала на инаугурации Дональда Трампа.